# Colin Ferguson

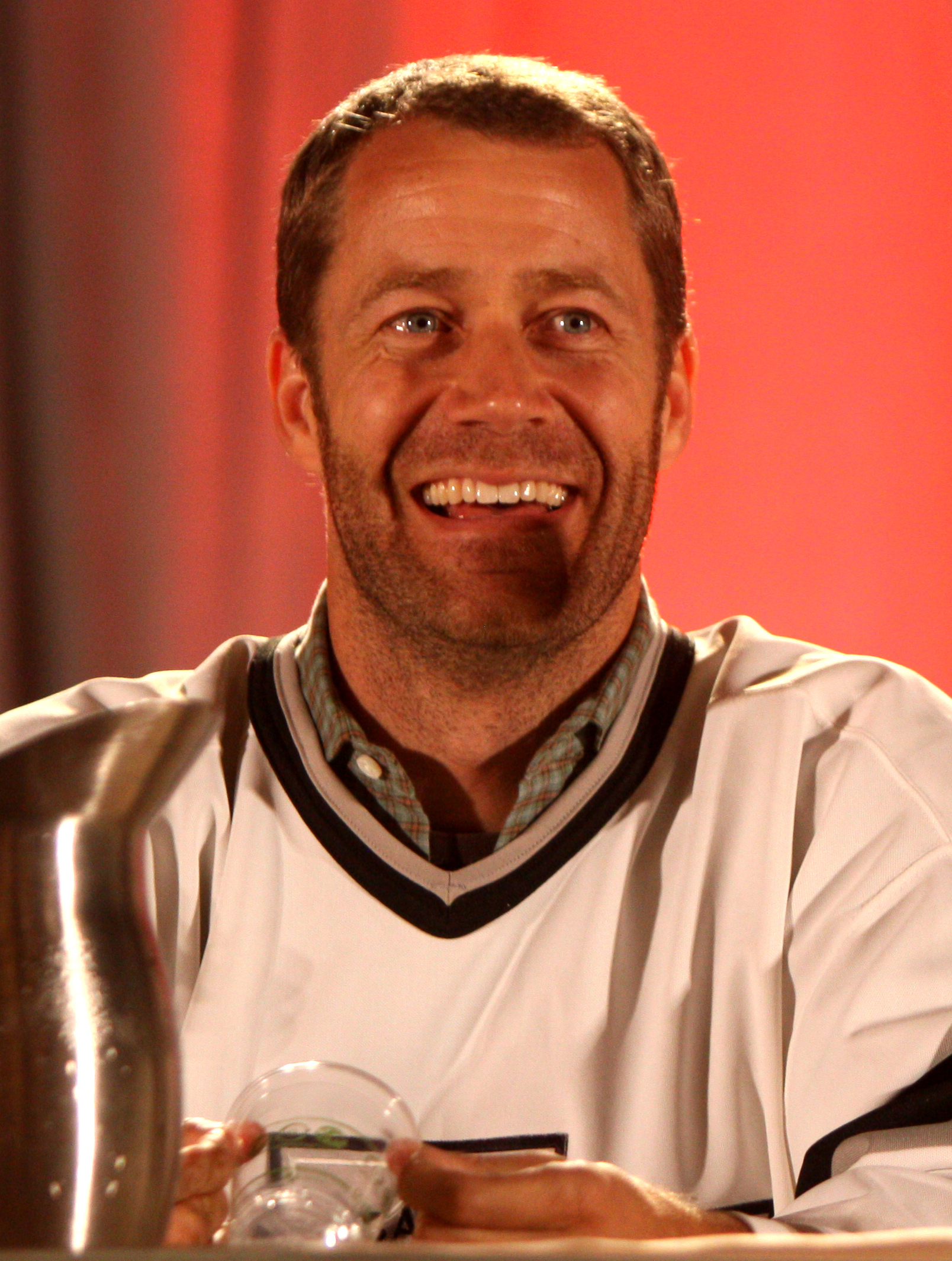
Colin Ferguson (2012)

Colin Ferguson (* 22. Juli 1972 in Montreal, Québec) ist ein kanadischer Schauspieler und Regisseur.

## Leben
Ferguson wurde in Montreal geboren und wuchs in Hongkong, England und Connecticut auf. Er war ein Mitglied des in Montreal ansässigen Improvisationstheaters On the Spot und Gründungsmitglied von The Second City in Detroit, ein Ableger der gleichnamigen Theater-Gruppe in Chicago. Ferguson spielt vor allem in Fernsehserien und -filmen kleinere Rollen, wie zum Beispiel in The Opposite of Sex – Das Gegenteil von Sex, Malcolm mittendrin oder in CSI: Miami. Dem deutschen Publikum ist er vor allem durch seine Rolle als Sheriff Jack Carter in der Serie Eureka – Die geheime Stadt bekannt. Im Kino war er in Filmen wie Verlieben verboten oder Das Haus nebenan zu sehen.
2010 gab Ferguson sein Regiedebüt mit dem Film Triassic Attack.
Für den Haushaltsgerätehersteller Maytag Corporation tritt Ferguson seit 2014 als Werbefigur auf.
Ferguson besitzt neben seiner kanadischen auch die US-amerikanische und britische Staatsbürgerschaft.

## Filmografie (Auswahl)
Als Schauspieler
- 1998: Sweet Home San Francisco (Fernsehserie, 6 Folgen)
- 1998: The Opposite of Sex – Das Gegenteil von Sex (The Opposite of Sex)
- 2000: Vergänglicher Ruhm – The Monkees
- 2001: Malcolm mittendrin (Malcolm in the Middle, Folge 3x04)
- 2001: Becker (Fernsehserie, Folge 4x02)
- 2002: Outer Limits – Die unbekannte Dimension (The Outer Limits, Fernsehserie, Folge 7x13)
- 2003: Coupling
- 2003: Crossing Jordan – Pathologin mit Profil (Crossing Jordan, Fernsehserie, Folge 2x19)
- 2005: Mom at Sixteen (Fernsehfilm)
- 2005: Verlieben verboten (Confessions of a Sociopathic Social Climber)
- 2006: Teachers
- 2006: Playing House (Fernsehfilm)
- 2006: Das Haus nebenan (The House Next Door)
- 2006–2012: Eureka – Die geheime Stadt (Eureka, Fernsehserie, 77 Folgen)
- 2007: Von Frau zu Frau (Because I Said So)
- 2007: CSI: Miami (Fernsehserie, Folge 5x18)
- 2007: Christmas in Paradise
- 2010: Lake Placid 3 (Fernsehfilm)
- 2012: Primeval: New World (Fernsehserie, Folge 1x09)
- 2013: Haven (Fernsehserie, 8 Folgen)
- 2015: Vampire Diaries (Fernsehserie, 7 Folgen)
- 2015: Cedar Cove – Das Gesetz des Herzens (Cedar Cove, Fernsehserie, 11 Folgen)
- 2016: Die Weihnachtsstory (Every Christmas Has a Story, Fernsehfilm)
- 2017: You’re the Worst (Fernsehserie, 8 Folgen)
- 2018, 2019: Private Eyes (Fernsehserie, 2 Folgen)
- seit 2022: Der Sommer, als ich schön wurde (The Summer I Turned Pretty, Fernsehserie)

Als Regisseur
- 2009–2012: Eureka – Die geheime Stadt
- 2010: Triassic Attack (Fernsehfilm)